# Pardosa naevioides
Pardosa naevioides là một loài nhện trong họ Lycosidae.
Loài này thuộc chi Pardosa. Pardosa naevioides được Embrik Strand miêu tả năm 1916.